# Sammanslutningen för Nordens Unga Socialliberaler
Sammanslutningen för Nordens Unga Socialliberaler (SNUS) är en nordisk paraplyorganisation för socialliberala och pro-europeiska ungdomsförbund i Norden. Organisationen grundades den 3 juni 2023 av svenska Liberala ungdomsförbundet, norska Unge Venstre och danska Radikal Ungdom. SNUS ersatte den tidigare organisation Nordens Liberale og Radikale Ungdom som varit vilande under många år. 
SNUS president 2023 är Edvin Mårtenson (LUF). 